# The Queen's Guards
Pour plus de détails, voir Fiche technique et Distribution.
The Queen's Guards est un film britannique réalisé par Michael Powell, sorti en 1961.

## Synopsis
John Fellowes est un officier des Grenadier Guards qui se prépare pour la cérémonie du Trooping the Colour du 11 juin 1960. Il est le fils du capitaine Fellowes, un garde à la retraite et de Mme Fellowes. Son frère aîné était également un officier de la Garde mais il a été tué au combat et John a l'impression d'être obligé de suivre les traces de son frère. En outre, sa mère s'imagine qu'il reviendra un jour, tandis que son père préfère ouvertement son fils mort au combat. Plus tard, pendant sa formation, où il commet des erreurs lors d'un exercice et il est expliqué à John que c'est une erreur de ce genre qui a coûté la vie à son frère et à beaucoup de ses hommes dans une oasis. 
John finit par sortir avec Ruth, la fille de George Dobbie, un entrepreneur de transports routiers. Lorsque John va voir M. Dobbie, celui-ci lui raconte qu'il s'est battu dans le désert et qu'il a été laissé tomber par un peloton de gardes qui était censé occuper une certaine position, le peloton qui était dirigé par le frère de John. Des mois plus tard, John est à la tête d'une unité de Gardes participant à une opération de combat dans un pays désertique sans nom. John mène un assaut sur une forteresse tenue par des rebelles. Tout en étant hanté par les pensées de la mort de son frère, John parvient à se défendre contre une contre-attaque jusqu'à ce qu'Henry arrive avec ses hommes dans leurs véhicules blindés de reconnaissance. La mission est un succès. John a réussi à faire ce que son frère aîné n'a pas pu faire. De retour à Londres, tout est prêt pour la cérémonie du Trooping the Colour. M. Dobbie surmonte son aversion pour les Gardes et accompagne Ruth à la cérémonie. 
Le capitaine Fellowes parvient à se hisser à l'étage pour voir la cérémonie par la fenêtre où il peut voir son fils John, qui a l'honneur de commander l'escorte des drapeaux.

## Fiche technique
- Titre original : The Queen's Guards
- Réalisation : Michael Powell
- Scénario : Roger Milner
- Direction artistique : Wilfrid Shingleton
- Costumes : Bridget Sellers, Duncan Mcphee
- Photographie : Gerry Turpin
- Son : H.C. Pearson, Red Law
- Montage : Noreen Ackland
- Musique : Brian Easdale
- Production : Michael Powell
- Production associée : Simon Harcourt-Smith
- Société de production : Imperial Films
- Société de distribution : Twentieth Century Fox
- Pays d’origine :  Royaume-Uni
- Langue originale : anglais
- Format : couleur (Technicolor) — 35 mm — 2,35:1 (CinemaScope) —  son Mono
- Genre : drame
- Durée : 110 minutes
- Date de sortie :
  - Royaume-Uni : 17 octobre 1961

## Distribution
- Daniel Massey : John Fellowes
- Robert Stephens : Henry Wynne-Walton
- Raymond Massey : capitaine Fellowes
- Ursula Jeans : Mme Fellowes
- Judith Stott : Ruth Dobbie
- Elizabeth Shepherd : Susan
- Duncan Lamont : Wilkes
- Peter Myers : Gordon Davidson
- Ian Hunter : George Dobbie
- Jess Conrad : Dankworth
- Patrick Connor (en) : Brewer
- William Young : Williams
- Jack Allen : brigadier Cummings
- Jack Watling : capitaine Shergold
- Andrew Crawford : Biggs
- Cornel Lucas : photographe
- Nigel Green : Abu Sibdar
- Jack Watson : sergent Johnson
- Laurence Payne : Farinda
- Eileen Peel : Mme Wynne-Walton
- John Chappell : soldat Walsh
- Anthony Bushell : major Cole
- Frank Lawton : commodore Hewson
- Élisabeth II et Prince Philip (scène de Trooping the Colour)